# Japanische Riesenkrabbe
Die Japanische Riesenkrabbe (高脚蟹 takaashigani, dt. „langbeinige Krabbe“), Macrocheira kaempferi, ist die größte lebende Krebsart und zugleich der größte lebende Gliederfüßer.

## Merkmale
Der Carapax dieser Krabbenart ist von oben gesehen beinahe kreisförmig, also nicht dreieckig wie die meisten Vertreter der Überfamilie und nicht birnenförmig wie bei der ebenfalls großen Gattung Grypachaeus. Seine Oberfläche trägt zahlreiche aufrechte abgestumpfte Dornen, die besonders auf der seitlichen (branchialen) Region deutlich und hier merklich geschwollen sind. Wie bei allen Vertretern der Familie liegen die Augenstiele der Komplexaugen nicht in Augenhöhlen, die Kante oberhalb der Augenstiele mit je einem Dorn vor bzw. hinter dem Augenstiel. Das erste Antennenglied ist weniger als halb so lang wie der Augenstiel und immer frei beweglich. Das Rostrum vorn zwischen den Augen besteht aus zwei getrennten spitzen Dornen. Die scherentragenden ersten Laufbeine (Peraeopoden) sind länger als alle übrigen Beinpaare, ihr Merus (das vorletzte Glied vor der Schere) besonders stark verlängert. An der Schere (Chela) selbst ist der Grundabschnitt besonders verlängert, der eigentliche Scherenabschnitt mit dem beweglichen Scherenfinger (Dactylus) hingegen eher kurz, nur etwa ein Viertel der Länge des Grundglieds (Propodus). Auch die vier eigentlichen Laufbeinpaare sind sehr lang und schlank, ihr Klauenglied (Dactylus) einfach ohne Scherenbildung, nicht zurückklappbar und schwach gebogen.

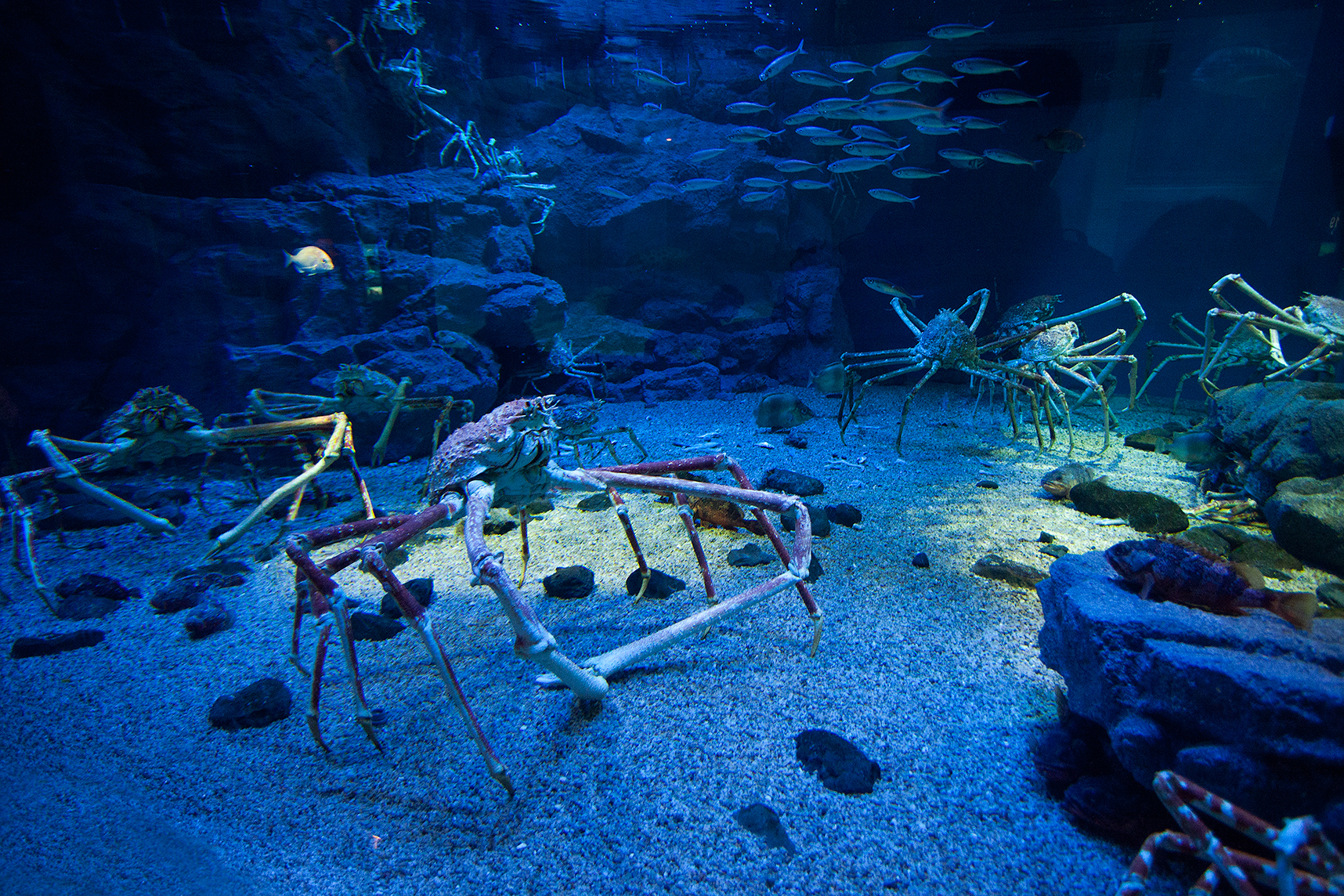
Mehrere Japanische Riesenkrabben im Kaiyūkan-Aquarium in Osaka, Japan

Die Japanische Riesenkrabbe hat eine Masse von bis 13,6 Kilogramm (gemessen an einem Individuum im Scheveningen Sea Life Centre), nach zweifelhaften Angaben möglicherweise sogar bis 19 Kilogramm. Ihr Körper hat einen Durchmesser von rund 37 Zentimetern, von der Spitze eines Beins zum anderen misst sie in ausgestreckter Lage bis zu 3,7 Meter.

## Verbreitung
Japanische Riesenkrabben finden sich ausschließlich im Pazifik, vor allem um Japan. Dort leben sie in Meerestiefen zwischen 300 und 400 Metern bei Temperaturen zwischen 11 °C und 14 °C. Während der Laichzeit wandern die Riesenkrabben in seichtere Gewässer. Weitere Fundangaben liegen für Taiwan vor, wo sie aber nicht dieselbe Größe erreichen.

## Vermehrung und Entwicklung
Die männlichen Tiere sind größer als die weiblichen und haben größere Zangen. Das Sperma tragen die Männchen in Spermatophoren mit sich; während der Paarung wird es durch die Gonopoden übertragen. Die befruchteten Eier trägt das Weibchen am Körper mit sich, wo sie durch einen Kleber aus den Setae gehalten werden.
Die frisch geschlüpften Zoea sind kleine, transparente, runde und beinlose Organismen, die an der Meeresoberfläche schwimmen. Nach mehreren Häutungen beginnen sich die Extremitäten zu bilden und der Körper formt sich aus. Dies setzt sich während der folgenden Häutungen fort, bis die Tiere ausgewachsen sind.

## Lebensweise

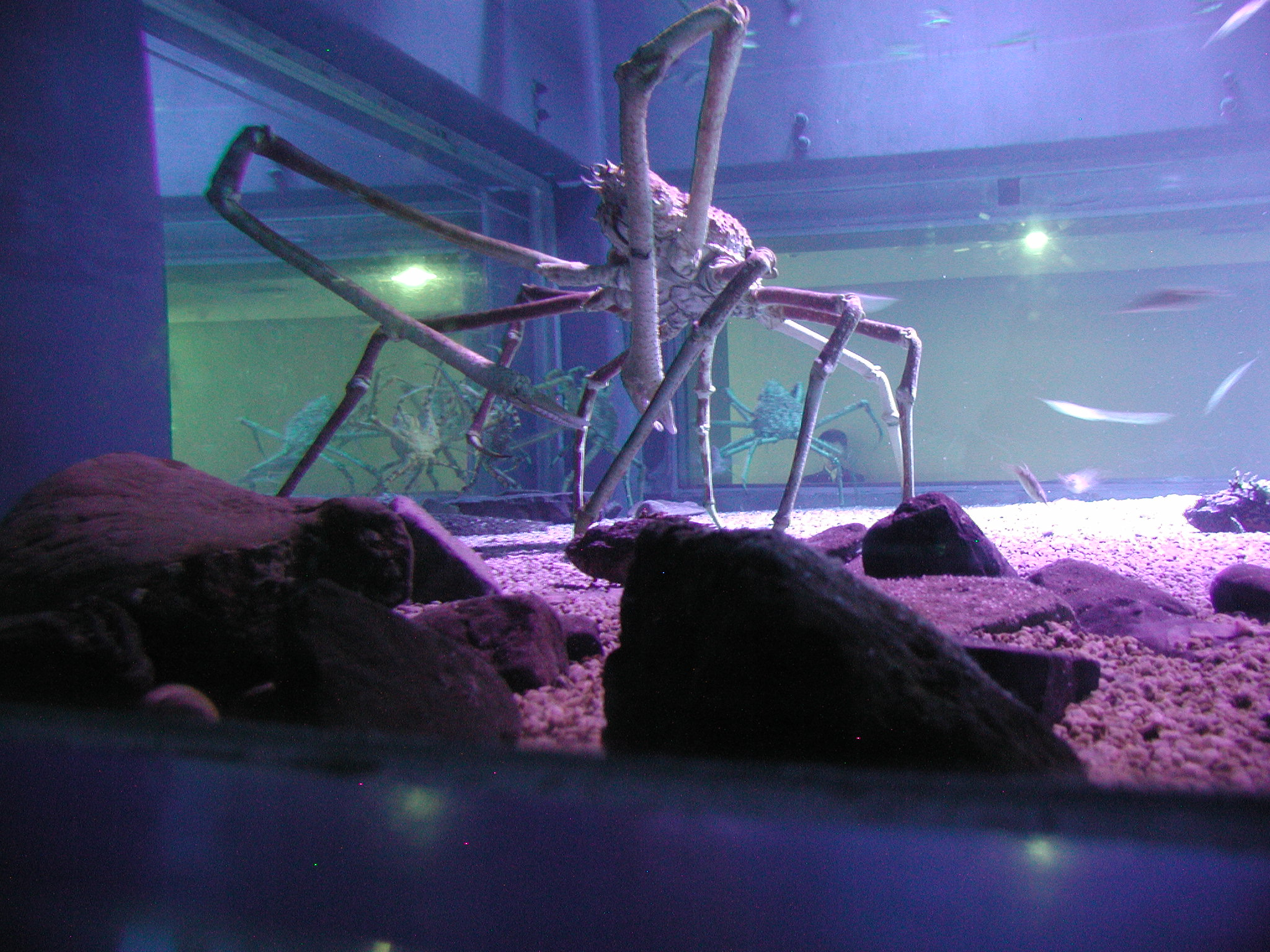
Japanische Riesenkrabbe im Kaiyūkan-Aquarium in Osaka, Japan

Japanische Riesenkrabben schreiten auf ihren langen Beinen auf der Suche nach Futter sehr langsam über den Meeresgrund.

## Nahrung
Sie sind Allesfresser, fressen Aas, Pflanzen (die sie auf den Meeresboden finden) oder andere Tiere wie Weichtiere, deren Schalen sie öffnen, um an das Fleisch zu gelangen. Um sich vor Fressfeinden (z. B. Tintenfische) zu tarnen, legen sie Schwämme und ähnliche Meerestiere auf ihren Körper.

## Erstbeschreibung
Die Japanische Riesenkrabbe wurde von dem deutschen Arzt und Forschungsreisenden Engelbert Kaempfer Ende des 17. Jahrhunderts erstmals für die Wissenschaft erwähnt, die Erstbeschreibung erfolgte 1836 durch Coenraad Jacob Temminck unter dem wissenschaftlichen Namen Maja kaempferi. Erst später wurde sie der Gattung Macrocheira zugeordnet. Der Artname ehrt den Entdecker Kaempfer. Je ein männliches und ein weibliches Tier dieser Art sind präpariert im Hexenbürgermeisterhaus in Kaempfers Heimatstadt Lemgo zu sehen.